# Giudizio Universale (Sainte-Foy)
Il giudizio Universale  è un'opera scultorea che decora il timpano della chiesa di Sainte-Foy a Conques, una delle più importanti opere in pietra del XII secolo, sia per le sue ampie misure che per l'iconografia.

## Storia

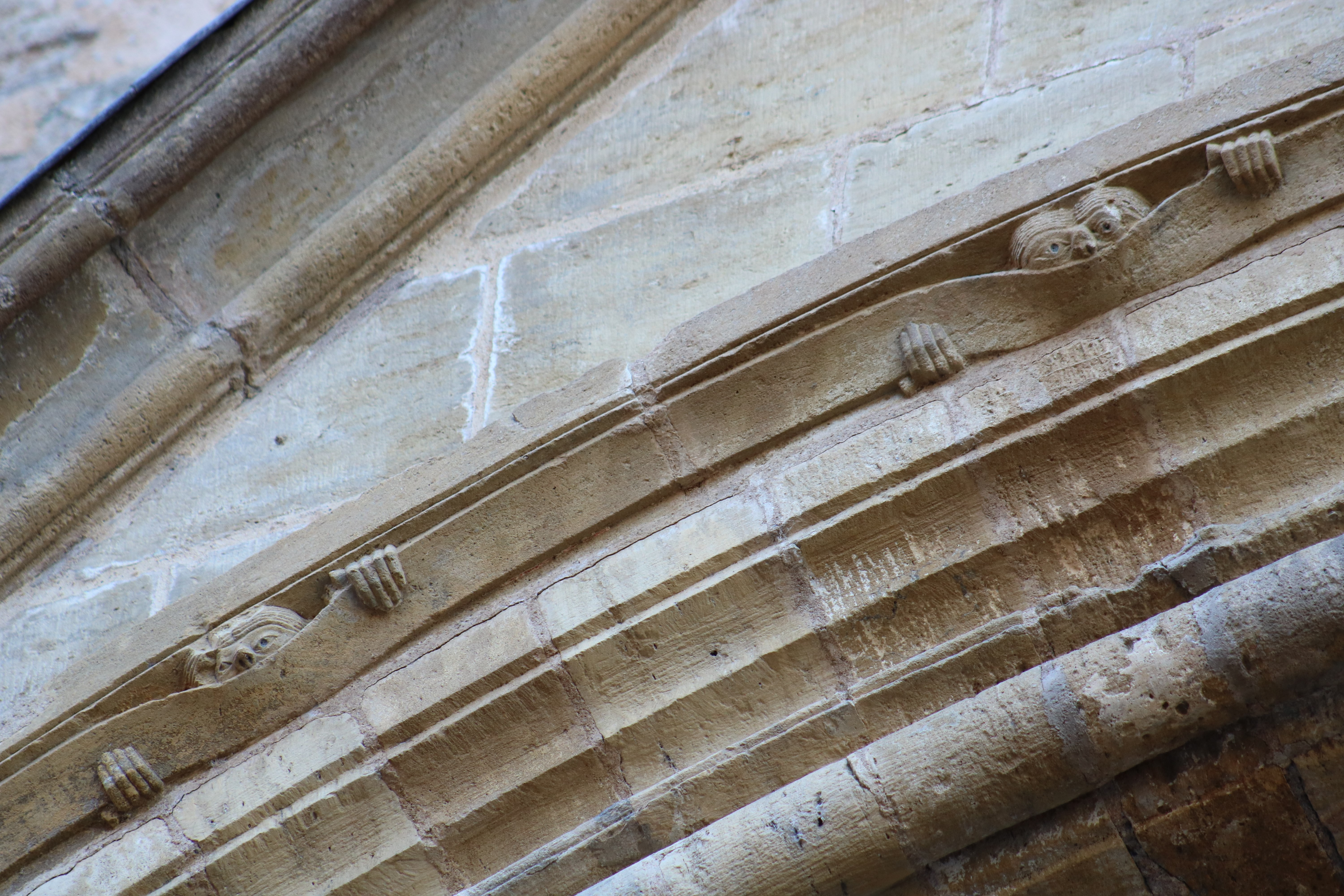
Conques - Abbatiale Sainte-Foy - particolare dei curiosi

Il grande edificio di culto fu costruito per volontà dell'abate Odoltic nella prima metà dell'XI secolo. Fu l'abate Bonifacio a commissionare successivamente il timpano tra il 1107 e il 1125, posto sopra l'ingresso principale, datazione confermata dallo studio epigrafico delle scritte. L'artista, di cui non si conosce il nome, aveva probabilmente già realizzato opere in pietra per la cattedrale di Santiago di Compostela. Originariamente le sculture si presentavano colorate di giallo, blu e rosso e oro, ma, pur avendo perso la colorazione, mantengono intatta l'immagine e l'importante significato teologico. Il giudizio universale divide le anime tra gli eletti, destinati al paradiso e alla gioia eterna, e i dannati a cui sono destinate per l'eternità le pene dell'inferno. L'opera, dall'aspetto monumentale non presenta quello che verrà indicato dalla chiesa nel XIII secolo, il terzo stato: il purgatorio, portando ad avere raffigurazioni artistiche molto differenti.

## Descrizione
(Bernard d'Angers)

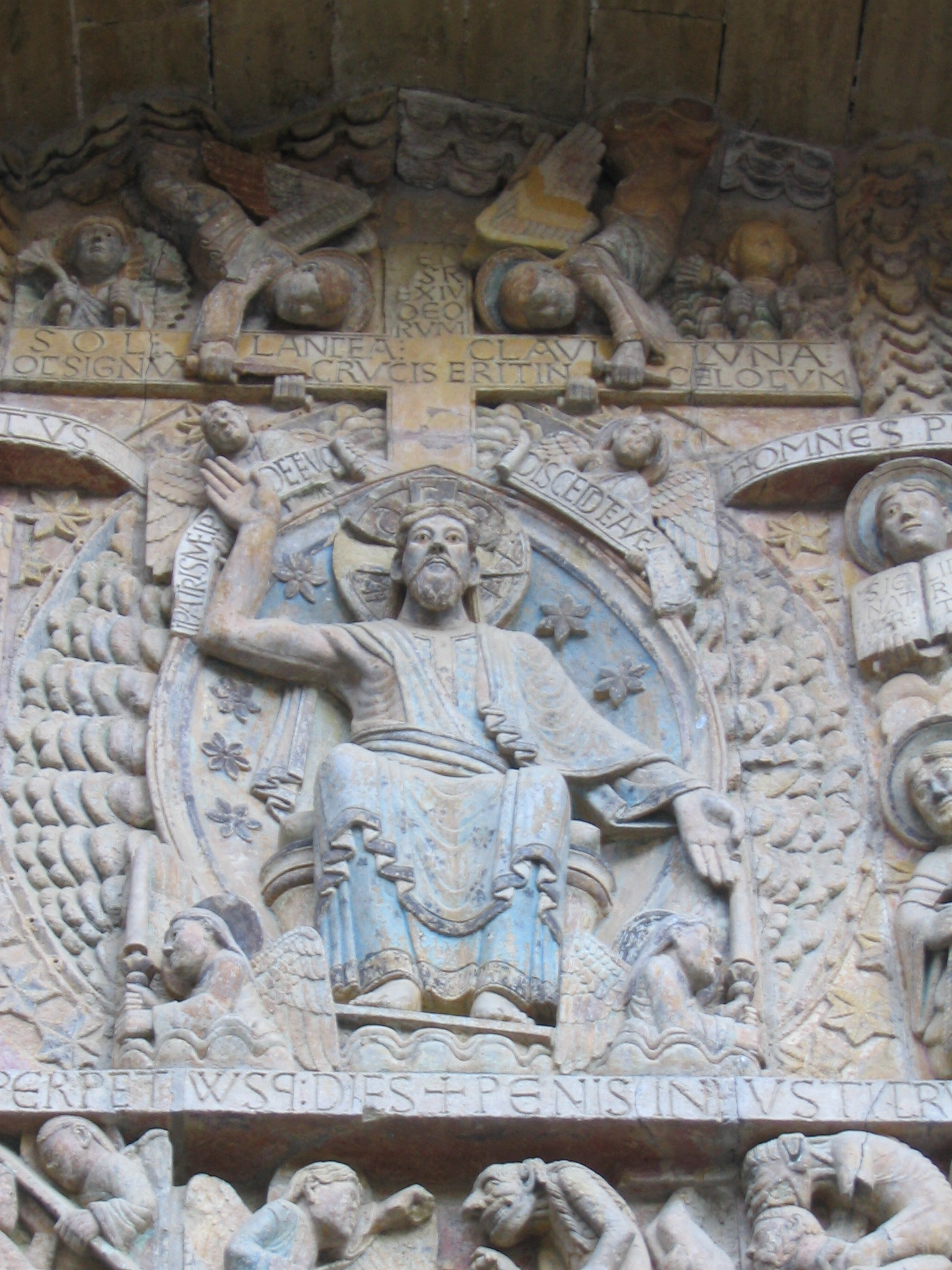
Mandorla centrale con Cristo

Il timpano, con arco a tutto sesto, si presenta come un libro aperto dove sono illustrati centoventiquattro personaggi, ognuno avente un ruolo specifico e ognuno inserito in spazi esattamente calcolati. L'arco che lo circonda ospita, nella ghiera più esterna, 14 piccoli personaggi che paiono spiare i passanti e i fedeli che entrano nella chiesa. Sono chiamati i “curiosi” che osservano lo stupore di chi si avvicina al capolavoro. Si sviluppa su tre ordini che ospitano sul lato sinistro i giusti e su quello destro i dannati.

### Primo ordine superiore
Sulla parte lunettata superiore sono scolpiti due angeli soldato che sorreggono una grande croce. Uno tiene in mano, a mo' di spada, la punta della lancia identificato in Longino, colui che è considerato il soldato che colpì il costato di Gesù sulla croce, mentre l'altro tiene tra le mani i chiodi, simbolo del martirio. A fianco vi sono il sole e la luna e altri due angeli che suonano l'olifante in avorio. L'angelo di destra ospita la scritta sull'orlo della tunica: Al hamda (la gloria), sicuramente incisa da uno scultore della Spagna mozarabica. I bracci della croce presentano scritte che riportano alla passione di Gesù.: «sol, lancea, clavi, luna» e «[H]oc signum crucis erit in celo cum [dominus ad iudicandum venerit] (questo segno della croce apparirà nel cielo quando il Signore verrà a giudicare)».

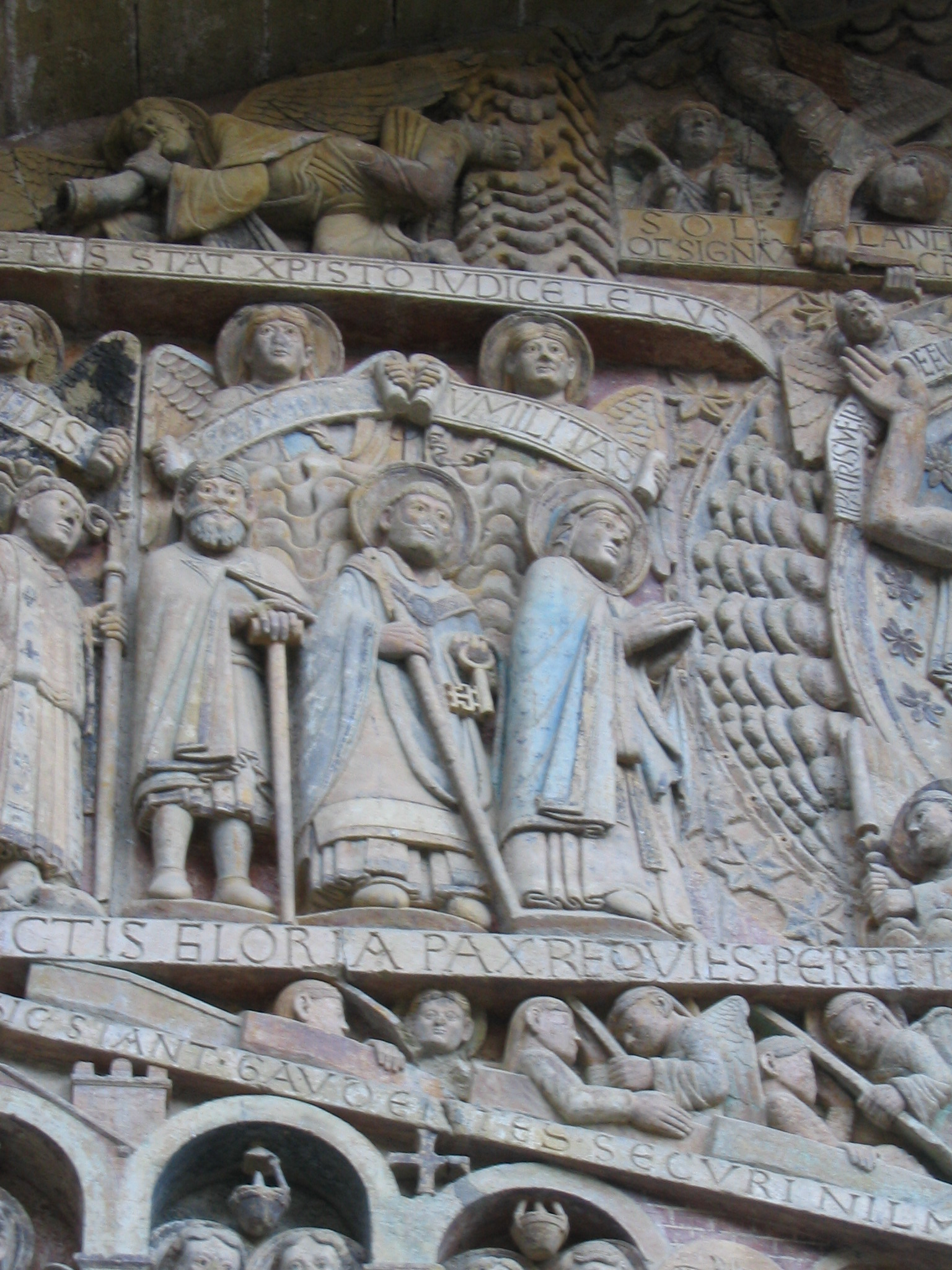
Gli eletti - particolare di Maria, san Pietro e un eremita

Nel centro, la mandorla racchiude Cristo Re seduto sul trono con la scritta «Iudex Rex» e circondato da stelle e nubi. Gesù tiene la mano destra rivolta in alto verso gli eletti, mostrando nel gesto il suo corpo nudo e ferito, mentre la sinistra è tesa verso il basso, dove si trovano i dannati. Due angeli, scolpiti sul lato superiore, sorreggono due cartigli con le scritte che indicano il significato dei gesti di Cristo: «[Venite benedict]i Patris mei. P[ossi]dete vo[bis paratum regnum] (Venite o benedetti del Padre mio, prendete possesso del regno preparato per voi)» e «Discedite a me maled[icti] (Andate lontano da me maledetti)».

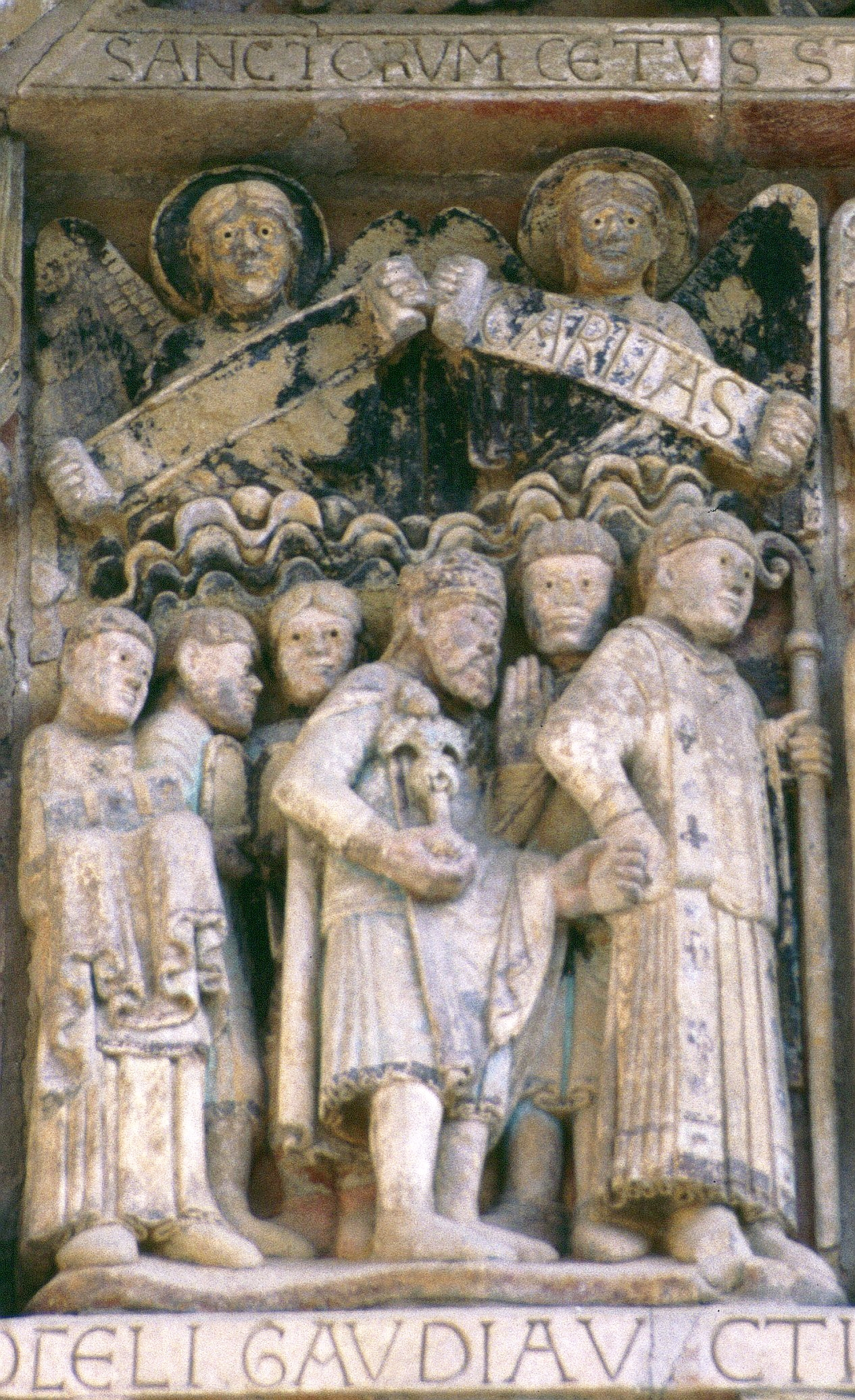
Carlo Magno e abate - particolare

### Secondo ordine centrale

#### Lato sinistro
A sinistra sfila un corteo di personaggi che sembrano marciare verso Cristo posto nella mandorla centrale.
Il corpo del Salvatore, maggiormente inclinato verso sinistra, forma una specie di bilancia più inclinata verso il male e pare indicare, al contempo, quanto sia maggiore il male nel mondo rispetto al bene e la sua inflessibilità nel giudizio che porta i cristiani e essere inseriti tra i dannati. Due angeli raffigurati, ai suoi piedi reggono un candelabro che indica la luce di Cristo.

Sotto i bracci della croce sono scolpite le anime dei morti, divise tra gli eletti, posti a sinistra, e i dannati, a destra. Il braccio di sinistra ospita la scritta: «Santorum cetus stat Christo indice letus (L'assemblea dei santi sta gioiosa davanti a Cristo giudice)». Quattro angeli reggono un cartiglio che riporta quali siano le virtù dei beati. Il corteo degli eletti è preceduto da tre personaggi di misura superiore a quelli che li seguono, a indicarne la loro importanza. 

La prima è la Madonna, un angelo, scolpito sopra di lei, sorregge un cartiglio con la scritta «Umilitas», a riprende le sue parole all'annuncio dell'arcangelo Gabriele. Segue san Pietro con le chiavi, rappresentato nelle vesti di vescovo di Roma e primo papa. Accanto a lui l'anacoreta che si appoggia a un bastone a tau, potrebbe essere identificato con Dadon, fondatore di una comunità benedettina nell'VIII secolo.

Ai personaggi seguono un sovrano, probabilmente Carlo Magno, considerato fondatore della chiesa, che regge il globo del potere dal quale spunta una piccola pianta con frutto tenuta da due anime, e un abate identificato in Adraldo che aveva ricevuto il pastorale direttamente da Dadon. Le due figlie e la moglie di Carlo Magno seguono nel corteo, con due accoliti che reggono un dittico e doni inseriti in una cassetta. Carlo Magno è raffigurato in modulo minore rispetto all'abate, a indicare quanto sia più importante il potere spirituale di quello temporale. Il cartiglio posto sopra di lui riporta la scritta «Caritas», e indica quanto doveva essere caritatevole il potere laico per il sostentamento della basilica.
La parte sinistra del secondo ordine termina con le scritte «Fides» e «Spes», e l'immagine di santa Fede inginocchiata. Concludono un santo chierico in dalmatica incoronato da un angelo soprastante, una martire con la palma simbolo del suo martirio, un pellegrino e una donna. Sotto di loro sono raffigurati i ceppi donati dai prigionieri liberati e miracolati, nonché il calice e un seggio. Santa Fede è patrona dei prigionieri liberati.
Il cartiglio posto sotto questo corteo recita «Sic datur electis ad celi gaudia v[e]ctis, gloria, pax, requies perpetuusque dies (Così sono dati agli eletti, condotti verso le gioie del cielo, la gloria, la pace, il riposo e la luce perpetua)».

#### Lato destro

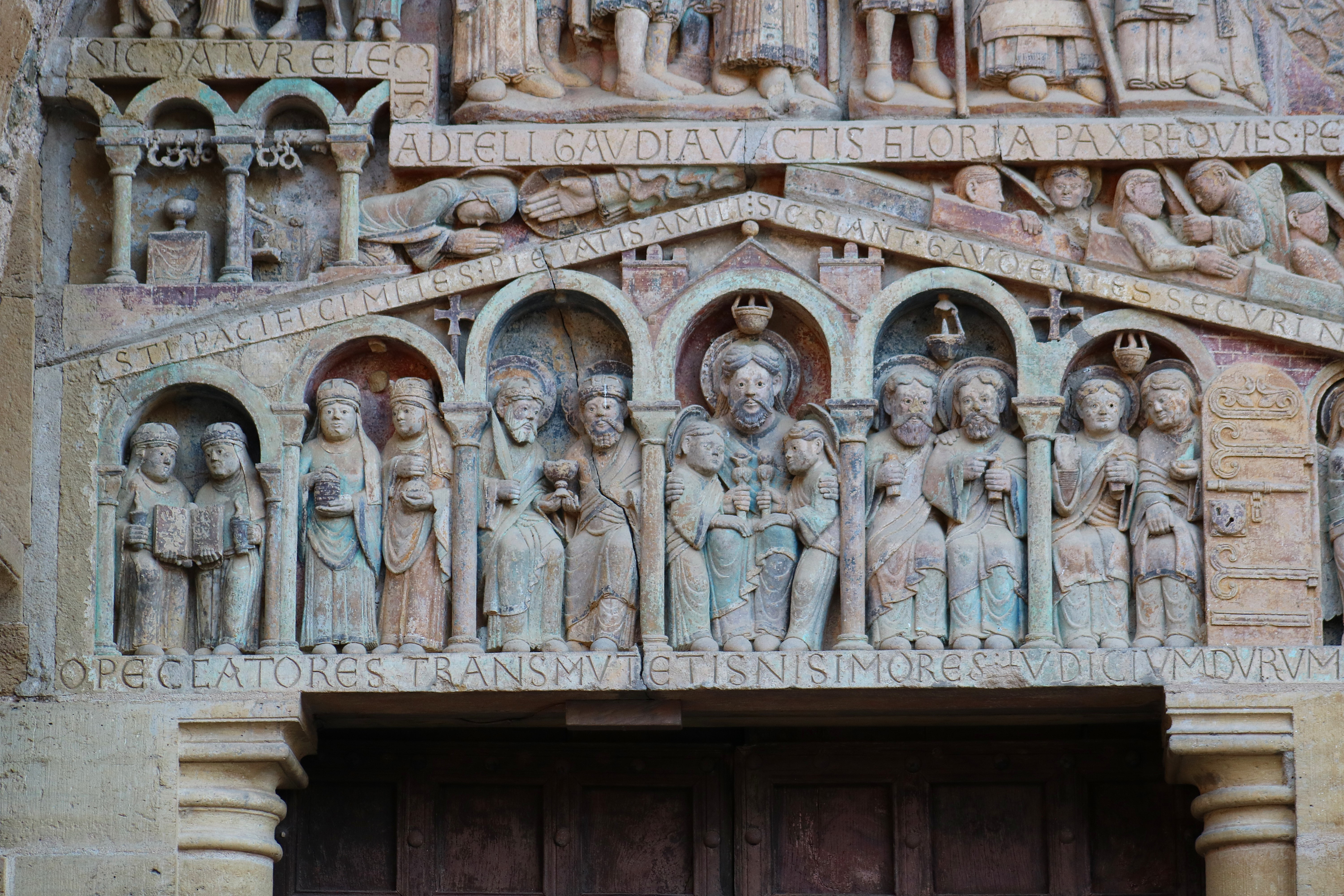
Parte centrale

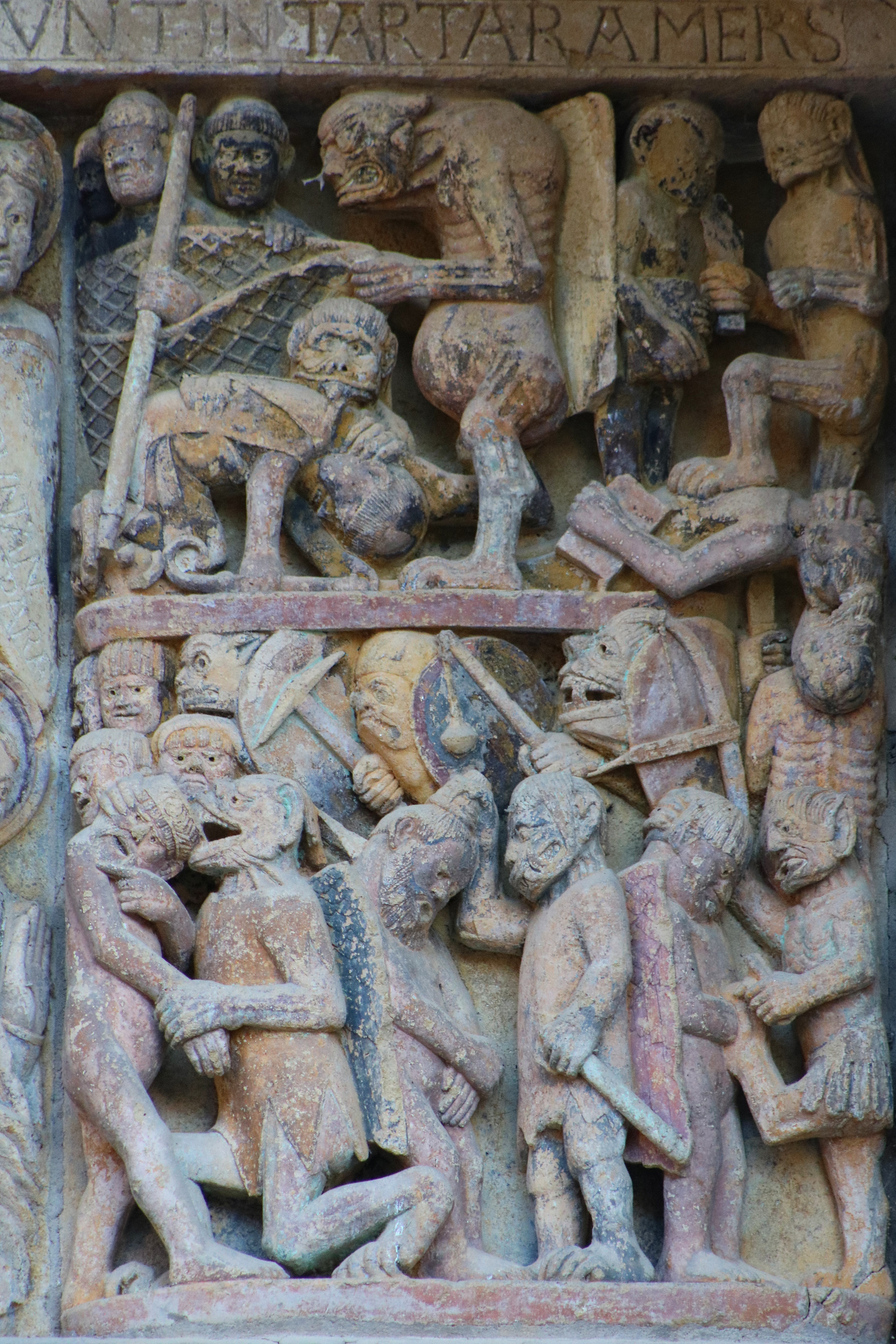
I dannati - particolare

Speculare sul lato destro si presenta l'iscrizione: «Homines perversi sic sunt in tartara mensi (Gli uomini perversi sono in questo modo immersi nel tartaro)». Essa presenta Cristo come il severo giustiziere: vi sono infatti, alla destra della mandorla con Cristo, quattro angeli. Di essi quello posto al livello superiore regge un libro con scritto: «Signatur liber vite - Et qui non inventus est in libro vitae scriptus, missus est in stagnum ignis (Se qualcuno non fu trovato scritto nel libro della vita fu gettato nel lago di fuoco)», a indicare che quello che è stato scritto sul libro della vita di ciascuno non può essere più cambiato, ma è chiuso sotto sigillo. Un secondo angelo, scolpito al livello inferiore, regge il turibolo e riprende il passo dell'Apocalisse: «un altro angelo, con un turibolo d'oro, lo riempì con fuoco dell'altare, che gettò sulla terra. E vi furono tuoni, voci, lampi e un grande terremoto» Un ulteriore angelo sguaina la spada con la scritta «Exibunt angeli et separa[bunt malos de medio iustorum]» dal Vangelo secondo Matteo.

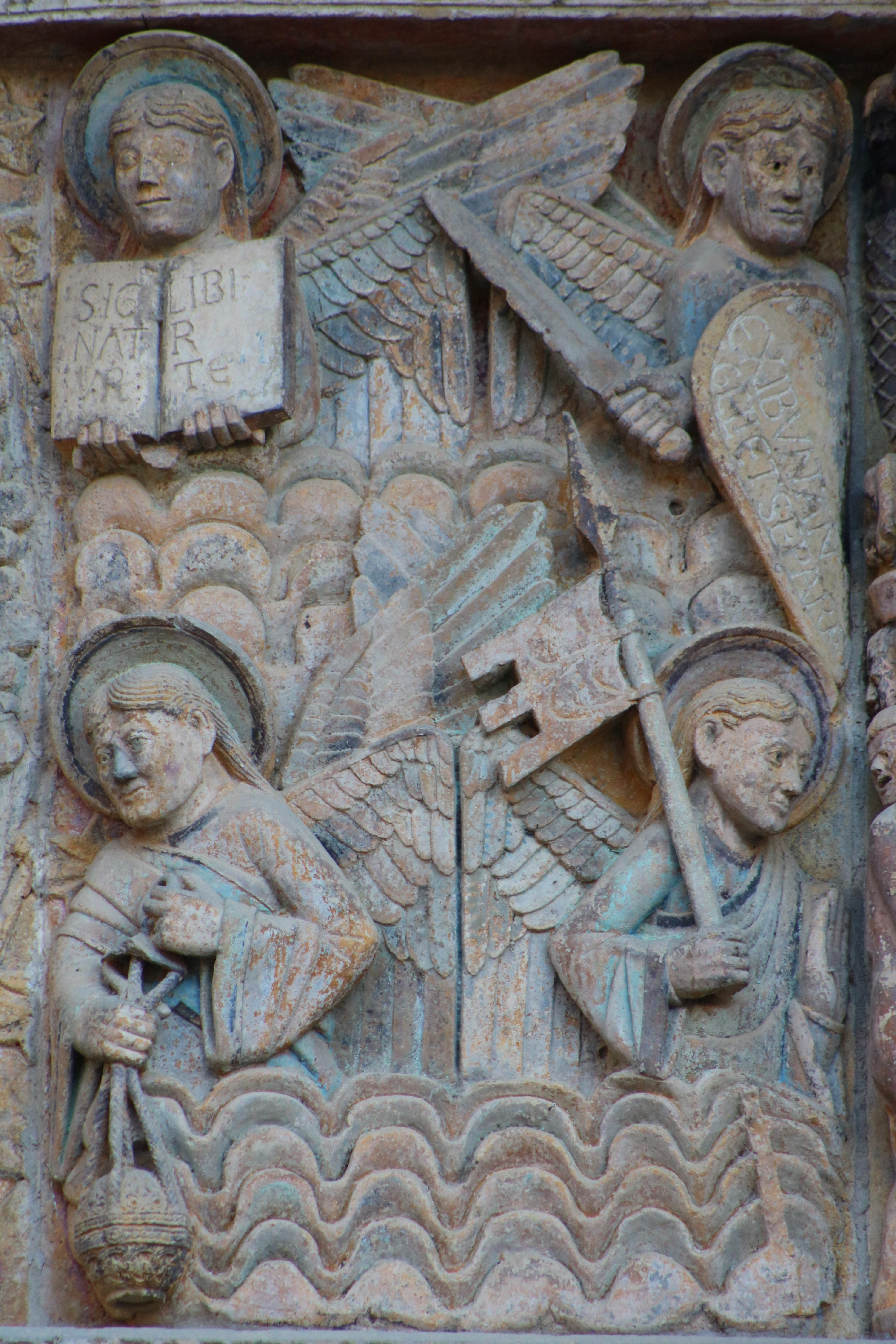
Angeli - particolare

 Il quarto angelo regge un gonfalone a tre fiamme, simile a quello che presente nell'iconografia del Cristo risorto. Tiene il palmo della mano aperta a fermare un re che, posto tra i dannati, chiede di passare in quello degli eletti, mentre un maligno gli strappa dal capo la corona regale con un morso.  Il re lamenta la presenza di Carlo Magno tra gli eletti. Forse è identificabile in Marsilio, capo dei saraceni di Spagna, Cristo risorto. Tiene il palmo della mano aperta a fermare un re che posto tra i dannati, chiede il suo aiuto, mentre un diavolo gli strappa dal capo la corona regale con un morso e che lamenta la presenza di Carlo Magno tra gli eletti. Forse identificabile in Marsilio capo dei saraceni di Spagna oppositore del franco e citato nella Chanson de Roland.
Superiormente sono rappresentati tre dannati catturati con la rete: uno di questi è genuflesso e tiene il pastorale a rovescio, a indicare l'uso improprio del potere della propria carica. Davanti a loro sta un grande diavolo alato con una grossa gobba, che tiene un piede sul dannato inginocchiato per impedirgli di rialzarsi. Forse questi potrebbe essere identificato nell'abate Ugo, nipote dell'vescovo di Clermont, che volendo distruggere l'abbazia aveva nominato Ugo come priore e successivamente i suoi fratelli.
Seguono dannati e diavoli posti su due livelli, nei quali si individuano eretici o simoniaci, personaggi che hanno vissuto il medioevo. Vi è raffigurata anche una fila di diavoli che pare vogliano colpire un angelo con mazze, martelli e balestra. Un altro diavolo pare porsi di fronte al re Marsilio, deridendolo; è un susseguirsi di immagini di dannati colpiti e martirizzati, ma che raffigurano i personaggi del tempo. Fra questi vi è un commerciante di stoffe disonesto che, denudato, è avvolto da un rotolo di stoffa morsicata da un diavolo. Siamo comunque di fronte a un groviglio di anime e di demoni posti in uno spazio ristretto. Lo scultore scelse di raffigurare i dannati delle tre scale sociali su livelli differenti, mettendo al piano superiore i regnanti, perché anche loro possono essere posti tra le anime dei peccatori, come il vescovo Adalberone. Non vi sono dannati che vestono panni dei contadini: essi erano infatti considerati, al tempo, tutti salvati.

### Terzo ordine inferiore
Il terzo ordine si presenta con la composizione di due case, quella a sinistra abitata dagli eletti, e quella a destra dai dannati.

#### Lato sinistro
Il terzo ordine si presenta definito da due parti come un tetto spiovente su quella che dovrebbe essere la casa di Abramo o la Gerusalemme celeste. Ospita la scritta: «Casti, pacifici, mites, pietatis, amici sic stant gaudentes securi nil metuentes (I casti, i pacifici, i miti, gli amanti della pietà, così stanno nella gioia, sicuri e senza nulla temere)». La dicitura doveva incoraggiare i fedeli a sperare nella vita nuova in paradiso dove non avranno più tribolazioni.
Nella parte centrale è raffigurata una chiesa a due torri dove Abramo accoglie e abbraccia le anime di due bambini che pongono le mani sulle sue ginocchia. Rappresentanoil siflio Isacco e il nipote Giacobbe. A fianco, in scomparti divisi, sono altre raffigurazioni, chiuse come se fossero delle abitazioni private.. 
Alla sinistra di Abramo sono scolpite le figure dei profeti con i rotoli della Legge e degli apostoli con libri. Sul lato destro sono i martiri della chiesa con la palma seguiti dalle pie donne con gli oli: Sara, Lia, Rachele e Rebecca, e dalle vergini con le candele accese. Non vi è perfetta simmetria nelle arcate, perché il lato destro termina con una porta aperta da cui si affaccia un angelo che stringe tra le sue mani le anime dei giusti, mentre un altro angelo volge lo sguardo al diavolo maledetto.

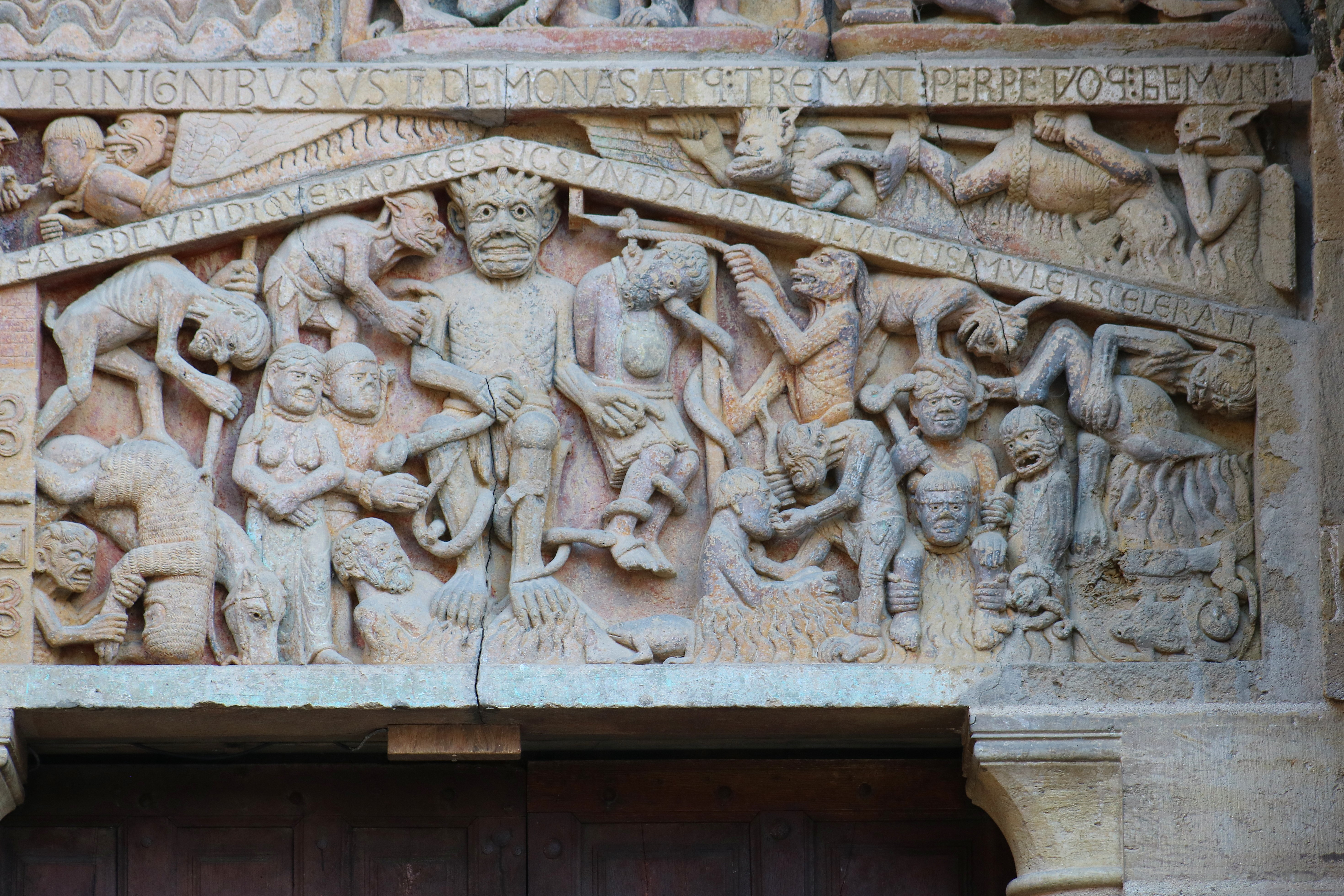
Lato destro con Satana

#### Lato destro
Questa è la parte che maggiormente rappresenta gli inferi, dove le anime dei dannati soffrono per l'eternità.

Sotto queste raffigurazioni è incisa la scritta: «Penis iniusti cruciantur in ignibus usti. Demonas atque tremunt perpetuoque gemunt (Gli ingiusti sono torturati dai tormenti, bruciati fra le fiamme e tremano davanti ai demoni e gemono senza fine)». Un personaggio presente nella parte centrale e posto a testa in giù, fa da collante tra i due ordini: il corpo presente nella sezione superiore e la testa in quella inferiore. La testa di questi sembra poggiare su quella di un dannato che si trova di fronte al grande Leviatano che, con le fauci spalancate, sta ingoiando un altro maledetto che gli sta di fronte. Il diavolo posto accanto al personaggio cerca di far pendere il piatto della bilancia tenuta dall'arcangelo Michele dalla sua parte, poiché le croci poste dai pellegrini nel piatto, favoriscono il peso verso le anime degli eletti. Vi sono poi scolpiti i personaggi più disparati, il giullare, il suicida, un sodomita rosolato sulle fiamme, a indicare i peccati di lussuria. Un grande diavolo dalla chioma fiammeggiante sembra arrabbiato perché un'anima, anziché finire tra i dannati, era stata condotta tra gli eletti, e usa un grosso mortaio per fare rumore, perché all'inferno non vi è musica, ma solo rumore.

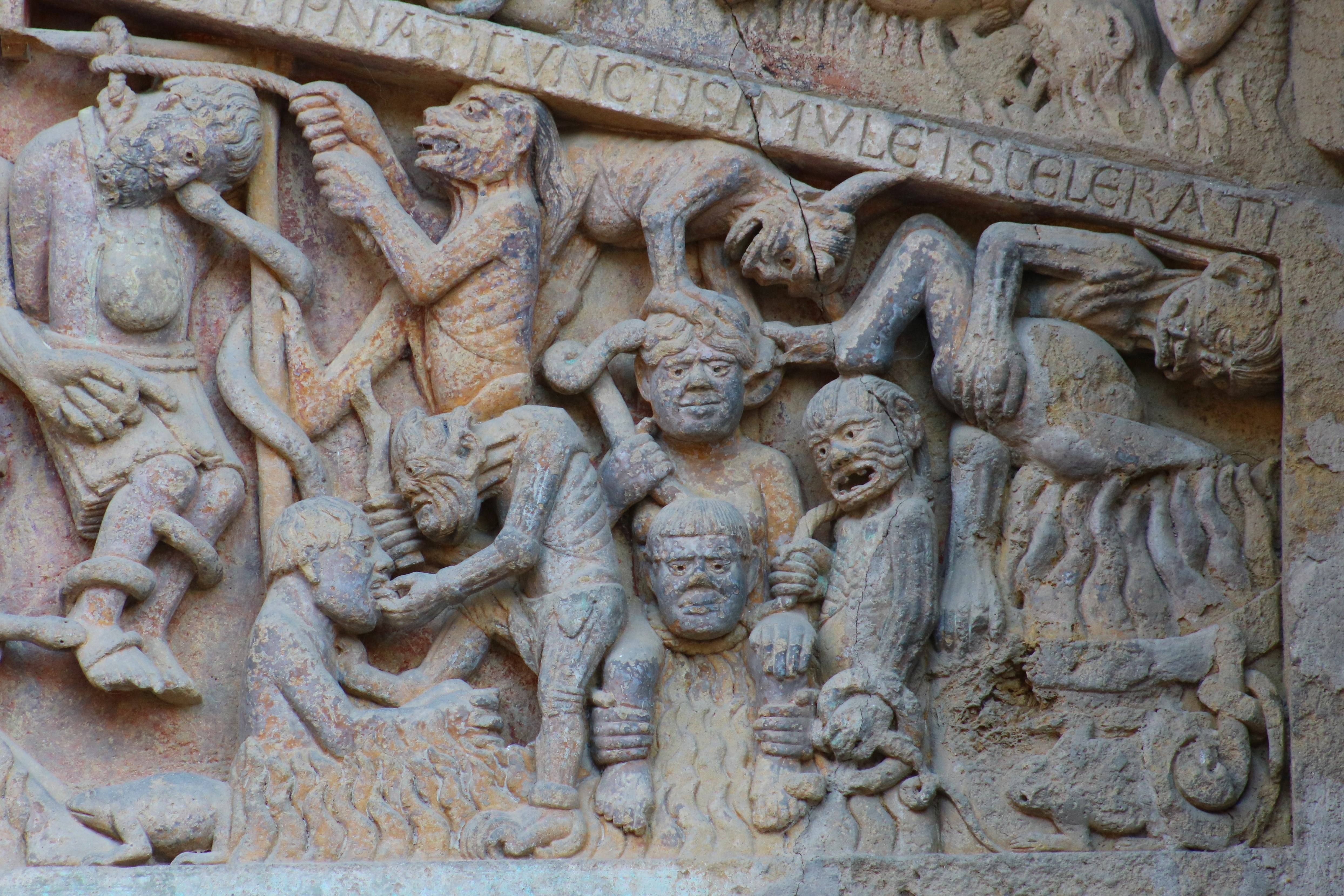
Gli inferi - particolare

I vizi capitali sono raffigurati dopo la porta successiva al Leviatano. La superbia è rappresentata come un soldato completo nella sua armatura, che ingroppa al cavallo viene scagliato all'inferno da due diavoli. Quest'immagine potrebbe far riferimento a un evento raccontato nei «Miracoli di santa Fede» di Bernard d'Angers. Un fedele, poi monaco, aveva donato tutti i suoi beni a Dio e a santa Fede ma, essendo stato informato che le sue proprietà erano state invase dal maligno, cercò di liberarle con i suoi soldati. Il monaco fu visto da Rainon, signore d'Aubin, che per la sua scomunica pensò di vendicarsi, ma cadde da cavallo, morendo dopo essersi rotto l'osso del collo.
La lussuria è raffigurata nei panni di Ettore, signore di Belfort, e della sua compagna che aveva corteggiato proprio nel giorno dedicato alla santa «incestuoso plus nimio amore», e per questo cacciato dalla sua famiglia che lo obbligò a errare per tutta la vita. L'avarizia è raffigurata come un impiccato con la borsa legata al collo. L'immagine ricorda il gancio a cui si appendono le padelle sul fuoco. Lo scultore voleva associare questo anche al personaggio di Giuda che con disperazione dovette impiccarsi. L'invidia è rappresentata da un uomo a cui viene strappata la lingua, proprio per l'uso improprio del dono della parola. Segue l'immagine di una donna che regge lo scettro del potere e siede sulle spalle del marito, l'immagine si collega con l'inversione dei ruoli e la mancata sottomissione femminile. La donna picchia l'uomo e simboleggia l'ira. Segue l'accidia, raffigurata come un'anima tra le fiamme calpestata dal re dei diavoli, Satana. La rappresentazione termina con il vizio della gola, raffigurata nelle vesti di un uomo molto grasso, gettato da un diavolo in un grosso pentolone. La parte degli inferi presenta la scritta: «Fures mendaces falsi cupidique rapaces sie sunt dampnati cuncti simul et scelerati (I ladri, i mentitori, gli ingannatori, gli avari, i rapinatori, sono tutti in questo modo dannati insieme agli scellerati)».
Termina il giudizio il listello con l'incisione: «O peccatores transmutetis nisi moress, iudicium durum vobis scitote futurum (O peccatori, se non cambiate i vostri costumi, sappiate che un duro Giudizio vi attende)». La raffigurazione indica che nel medioevo la vita dopo la morte era considerata come una terribile punizione, e il paradiso un luogo di eterna gioia per pochi.